# Provincia de Yarowilca

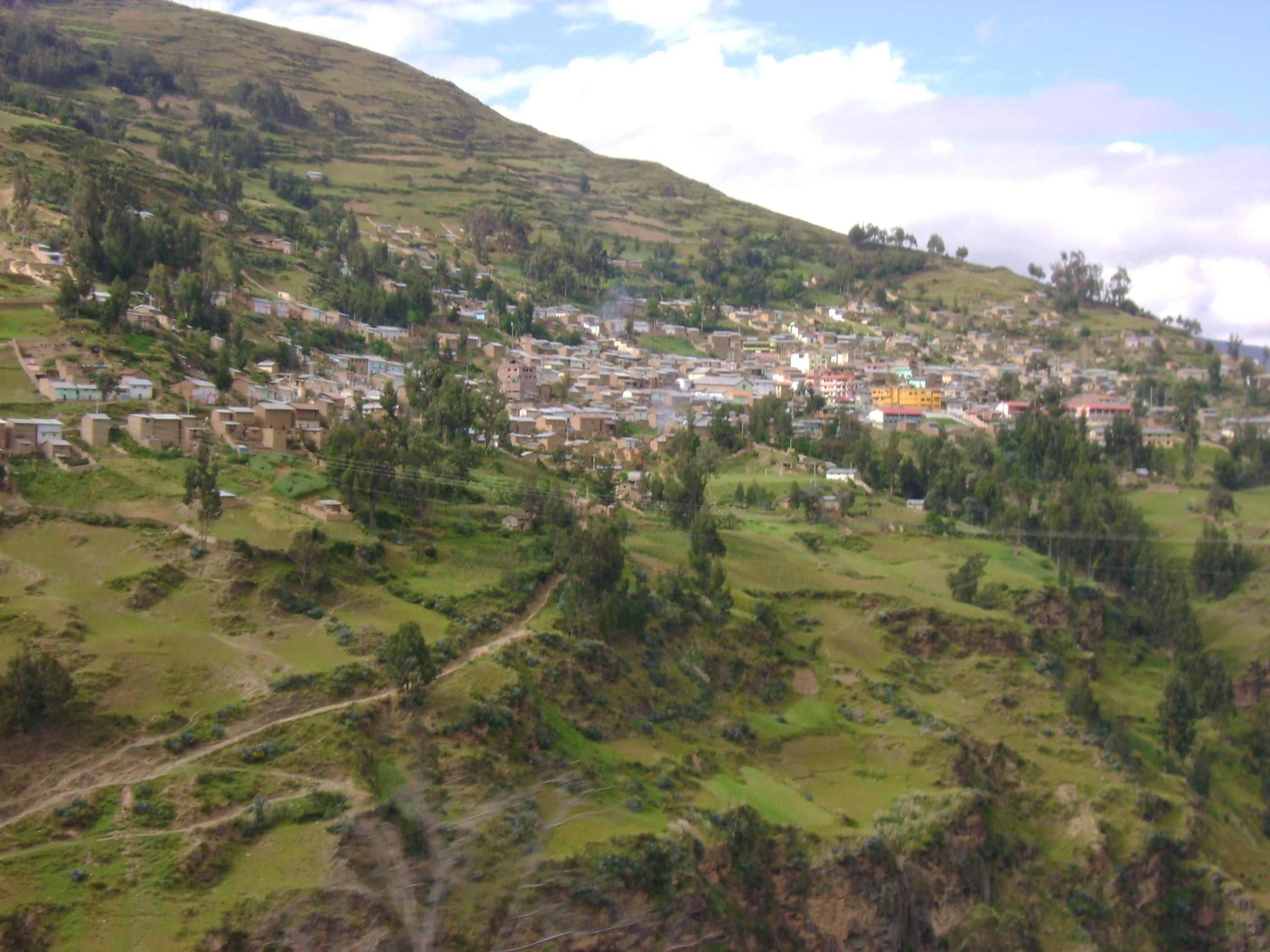
Chavinillo, capital de la provincia, desde la vía de acceso

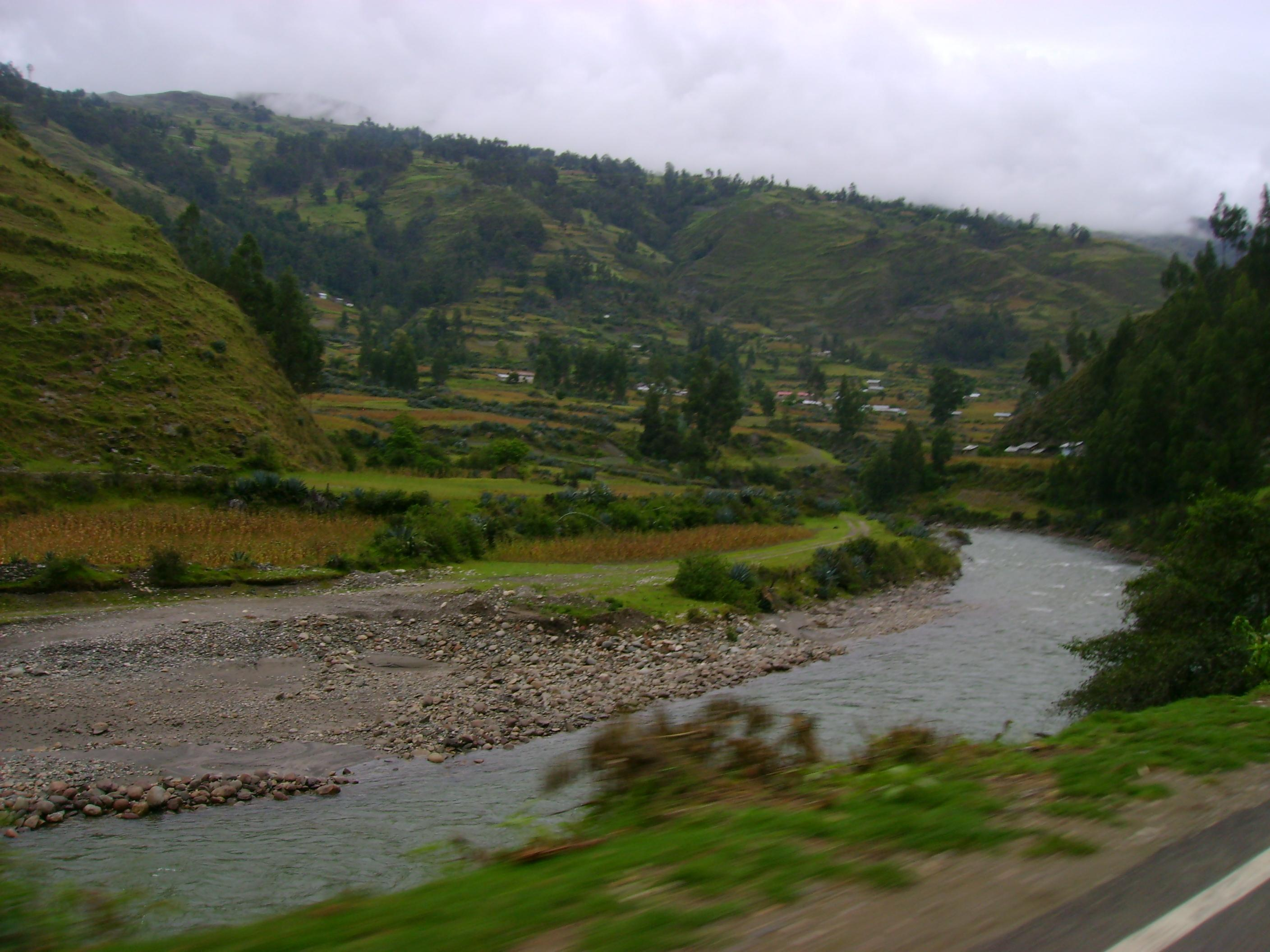
Río Marañón

La provincia de Yarowilca es una de las once que conforman el departamento de Huánuco en el Perú. Limita por el norte y por el oeste con la provincia de Dos de Mayo, por el este con la provincia de Huánuco y por el sur con provincia de Lauricocha.
Desde el punto de vista jerárquico de la Iglesia católica, forma parte de la diócesis de Huánuco, sufragánea de la arquidiócesis de Huancayo.

## Toponimia
1. Yaro: Hombre andino, rebelde e inconforme. Wilca: Nieto. Garu: Lejano. Wilca: Nieto. Nieto rebelde e inconforme. [cita requerida]
2. Yaru es nombre de etnia prehispánica. Willka (vilca)[3] es nombre de una planta, de uso privado de sacerdotes nativos. Yarovilca (yaru willka) = la planta vilca de los yaros.

## Historia

### Época preínca
Antes de la conquista incaica la actual provincia de Yarowilca formaba parte del reino Huánuco, cuyas divisiones allauca huánuco e íchoc huánuco abarcaban gran parte de los actuales distritos de esta provincia; antes de los huánucos, formó parte del dominio yaro, etnia que posteriormente se replegaría a las partes altas del actual departamento de Pasco. A lo largo y ancho del territorio yarovilquino, ubicados en la cumbre de los cerros, se encuentran los restos arqueológicos de la cultura huanuco, cuya magnificencia sigue siendo palpable pese al paso del tiempo, al clima, y al descuido de las autoridades locales.

### Época incaica
En este periodo, los huanucos fueron conquistados por los incas en la segunda mitad del siglo XV, implantando tributos y exigiendo mano de obra para las obras públicas. Administrativamente dependían de Huanucopampa, sin embargo es probable que existió representación incaica en los centros administrativos huanucos, en especial en Garu, donde existe un edificio de filiación incaica.

### Época republicana
La provincia fue creada mediante la Ley n.º 26467, del 9 de junio de 1995, durante el gobierno del presidente Alberto Fujimori.

## Geografía
La provincia tiene una extensión de 759,71 km².

### Relieve
Su territorio se emplaza en su mayor parte sobre el conjunto cordillerano de la cadena central andina norteña, con lo cual la altitud promedio es de 3800 m s.n.m. desde los 3100 que corresponde a los márgenes del río Marañón pasando por 3500 m s.n.m. que corresponde al poblado de Chavinillo hasta 4680 m s.n.m. en las cumbres, abarcando las regiones naturales quechua, suni y puna.

### Hidrografía

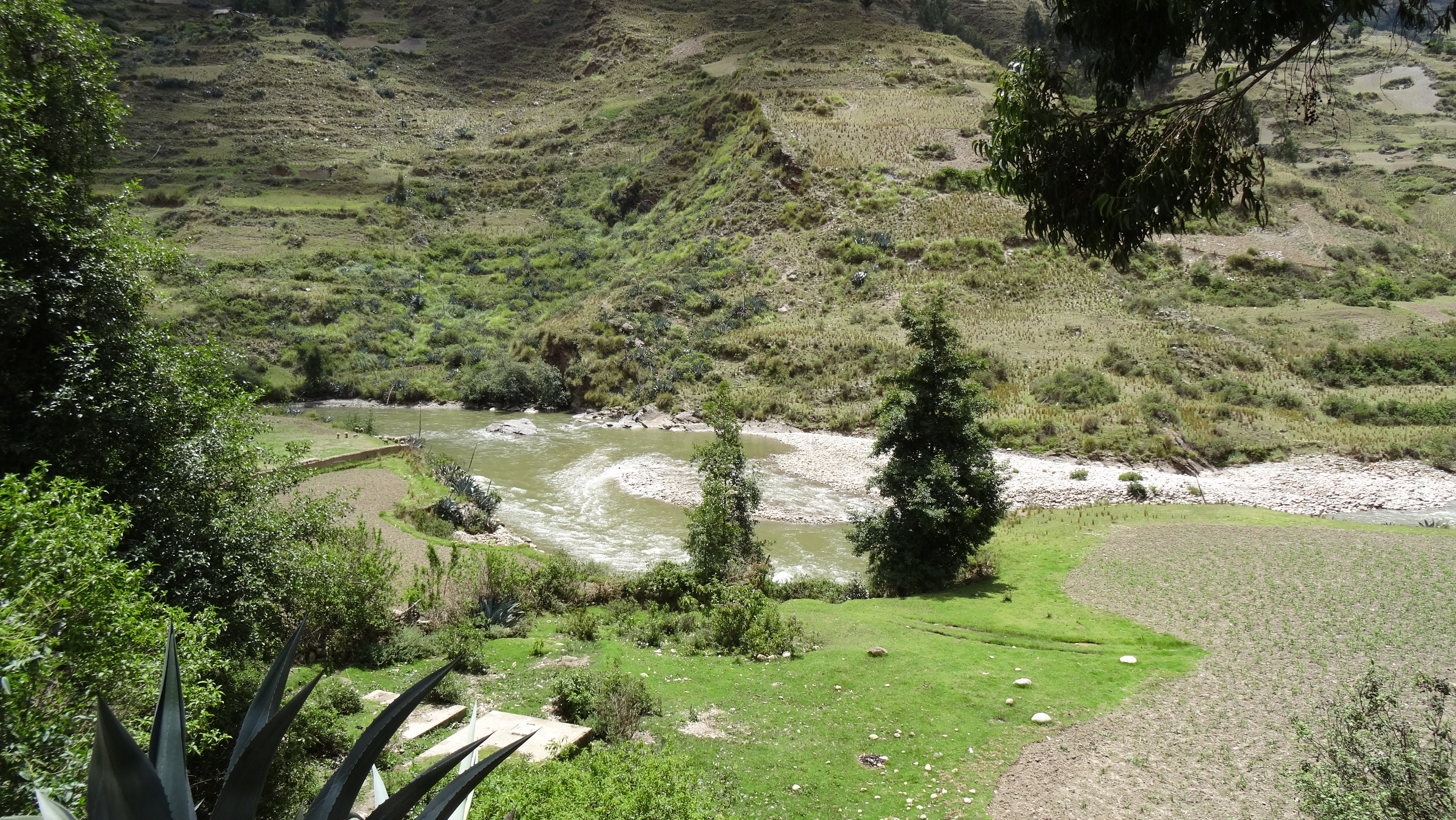
Río Marañón visto desde la vía Tingo Chico-Huánuco en el C. P. Acobamba del distrito de Aparicio Pomares.

Hidrográficamente es atravesado de sur a noroeste por el Marañón que es el río más importante, el cual originó un valle interandino de gran desnivel de casi mil metros entre su cauce y las cimas. A su paso, recibe las aguas los numerosos afluentes que nacen de las lagunas glaciares en la vertiente occidental de la cadena central. A este valle y sus alrededores se le conoce como el Alto Marañón e históricamente gravitaron en la parte alta de sus márgenes notables civilizaciones preincaicas como los Yaros. Todos los distritos de la provincia a excepción de Jacas Chico se ubican en la parte alta de sus márgenes.

## División administrativa
Se divide en ocho distritos.
1. Chavinillo
2. Cáhuac
3. Chacabamba
4. Aparicio Pomares
5. Jacas Chico
6. Obas
7. Pampamarca
8. Choras

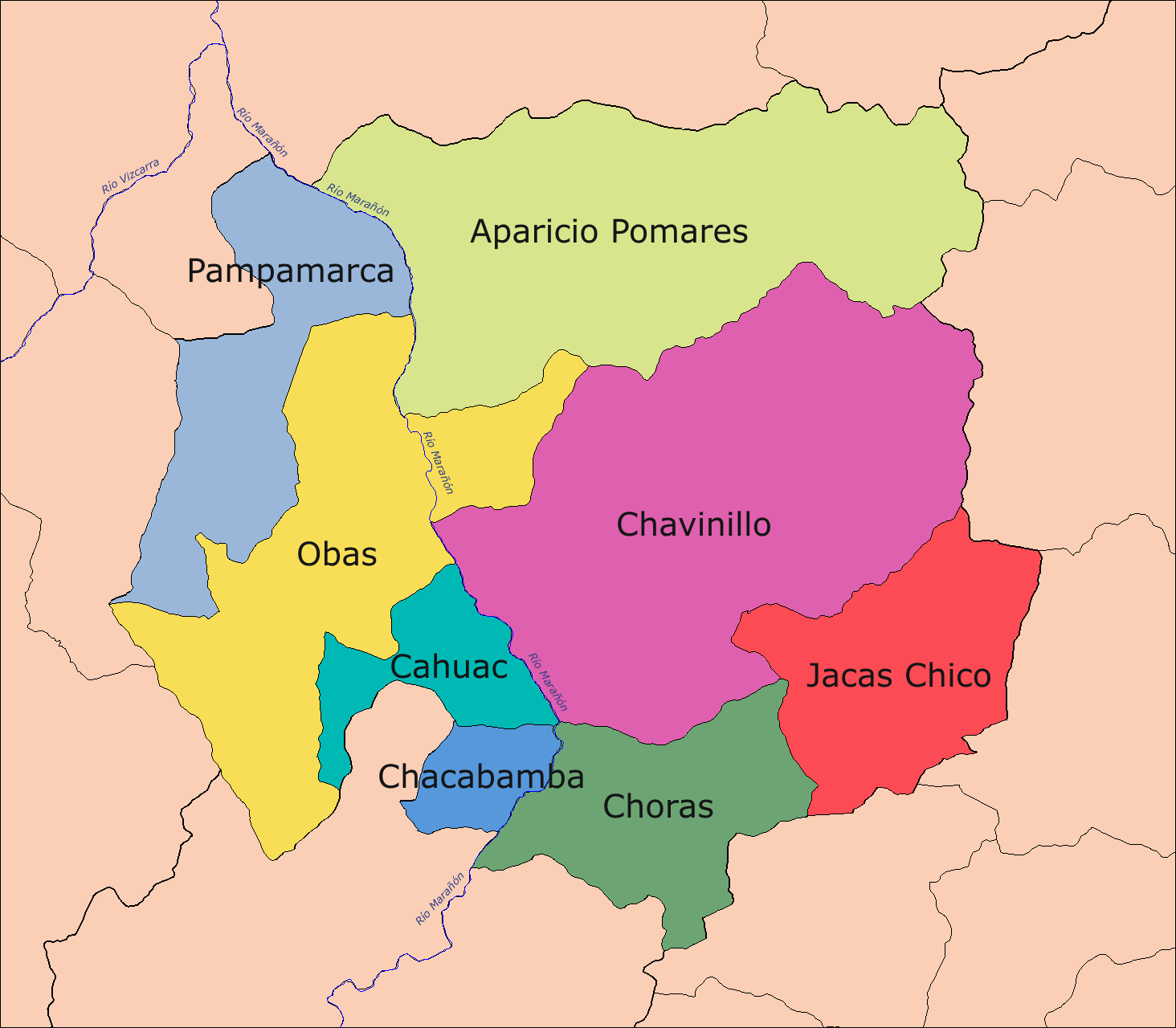
División administrativa de la provincia de Yarowilca

Los distritos de Chacabamba, Cahuac, Obas y Pampamarca se ubican en el margen oeste del río Marañón, mientras que los distritos de Choras, Chavinillo, Jacas Chico y Aparicio Pomares están en el margen este del río mencionado. La parte oriental del distrito de Obas se asienta sobre una parte del margen este y el distrito de Jacas Chico se asienta en una parte del flanco oriental de la Cordillera Central dando para el río Huallaga. Esta característica se repite cuando el Marañón toma rumbo noroeste ingresando a la provincia de Huamalíes luego de cruzar la vecina provincia de Dos de Mayo.

## Población
La provincia Yarowilca tiene una población aproximada de 39 000 habitantes.

## Autoridades

### Regionales
- Consejeros regionales
  - 2023-2026
    1. Isla Esteban Rocio Diana (Movimiento Regional Independiente Mi Bueno)
    2. Isidro Silvestre Limberth Victor (Movimiento Regional Independiente Huánuco Primero)

  - 2019-2022[5]

  1. Jesús Manrique Vera Cipriano (Alianza para el Progreso)
  2. Walter Demetrio López Tucto (Avanzada Regional Independiente Unidos por Huánuco)

### Municipales
- 2023 - 2026
  - Alcalde: Edson Cabrera Cecilio , de Movimiento Regional Independiente Huánuco Primero.
  - Regidores: 
    1. Acosta Tucto Santosa (Movimiento Regional Independiente Huánuco Primero),
    2. Cabello Huaranga Ronal Alex (Movimiento Regional Independiente Huánuco Primero),
    3. Ulpiano Casimiro Ludi Candida (Movimiento Regional Independiente Huánuco Primero),
    4. Maylle Cierto Geramias (Movimiento Regional Independiente Huánuco Primero),
    5. Ramos Casimiro Yordano Hernan (Movimiento Regional Independiente Mi Bueno)

- 2019-2022[5]
  - Alcalde: Wilfredo Cecilio Cabrera, de Avanzada Regional Independiente Unidos por Huánuco.
  - Regidores:

  1. Nancy Noema Rojas Leandro (Avanzada Regional Independiente Unidos por Huánuco)
  2. Celestino Cruz Bonifacio (Avanzada Regional Independiente Unidos por Huánuco)
  3. Willy Wenceslao Trujillo Fabián (Avanzada Regional Independiente Unidos por Huánuco)
  4. Abel Feliciano Vilca Magariño (Avanzada Regional Independiente Unidos por Huánuco)
  5. Abdón Rosario Luján (Avanzada Regional Independiente Unidos por Huánuco)
  6. Javier Falconí Poma Cipriano (Alianza para el Progreso)
  7. Nemecio Paulino Gómez Evaristo (Movimiento Político Hechos y No Palabras)

### Policiales
- Comisario: PNP

## Turismo

### Garu
Lugar arqueológico, localizado sobre el pueblo de Choras a 90 km de la ciudad de Huánuco a 3600 m s. n. m. Y se extiende por unos 1300 m de ancho, se visualiza un ordenamiento de paisaje, calles, distribución jerarquizada y la presencia de Chullpas, son ruinas preincaicas, se le considera como uno de los más grandes del alto Marañón y a la vez considerando como capital del Imperio yarowilca existiendo una estrecha relación con la ocupación del valle de Tantamayo por la similitud en cuanto a la técnica de la construcción y concentración de la población.

### Lacshahuarina (Corona del Inca)
Lachsahuarina se encuentra ubicada cerca al pueblo de Ayapiteg, a 60 km al oeste de Huánuco. Es una enorme roca natural que toma la apariencia de una corona, se levanta sobre una loma. Toma diferentes coloraciones en el lapso del día.

### Mazur

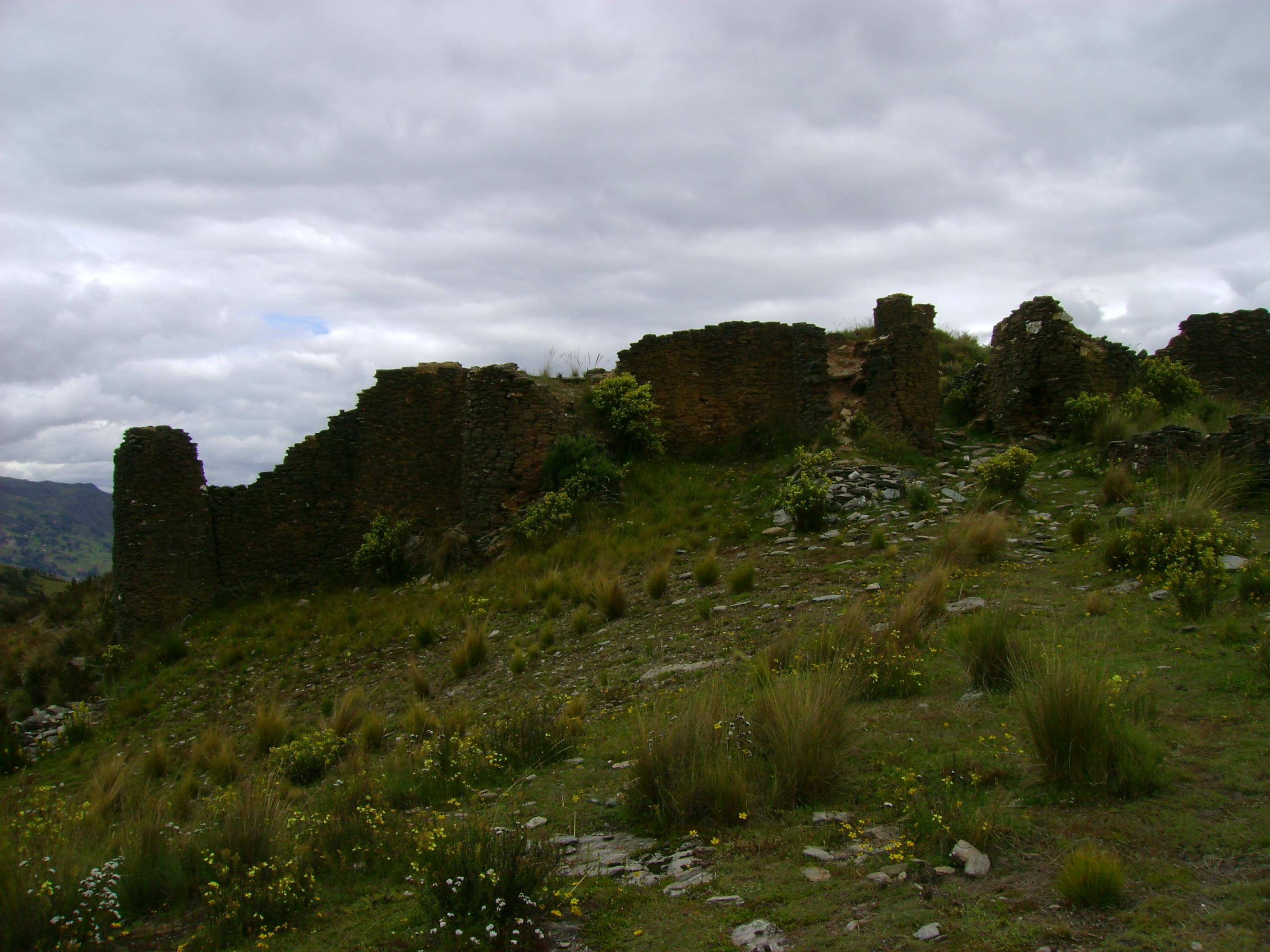
Ruinas de Mazur

Se encuentra ubicado a 2 km de la ciudad de Chavinillo en la cima del cerro del mismo nombre, es un asentamiento humano preinca con un conjunto de estructuras pétricas, que son habitaciones y mausoleos que aún necesitan ser estudiadas para demostrar su antigüedad y el tiempo de permanencia que tuvieron los habitantes, su posición y aspecto es de carácter defensivo y de vigilancia.

### Tacaj
Se encuentra ubicado a quinientos metros de la ciudad de Chavinillo en la colina del mismo nombre, frente de la capital del distrito de Chavinillo.

### Huamash
Es gigantesca roca que toma la apariencia de un hombre, desde el cual se puede divisar a la mayoría de los pueblos y territorios de los ocho distritos de Yarowilca.

### Tumanhuari
Ubicado en el distrito de Obas, en el caserío del mismo nombre, imponentes construcciones semicirculares  pre-incas donde resalta el torreón central o centro de ceremonias tiene una ubicación estratégica.

### Chusco Cocha
Es considerada las más bellas lagunas de este distrito; la primera y la segunda laguna tiene aproximadamente un radio de unos 200 m cada uno, sus aguas son de color verde claro, la tercera laguna es ligeramente más pequeña y la cuarta laguna es la más grande y profunda y el color de sus aguas son de verde oscuro, pero en todas ellas existen abundante trucha, están ubicadas uno debajo del otro, las aguas que desembocan forman pequeñas cataratas que hacen que el paisaje sea aún más hermosa y está rodeado por montañas altas y rocosas en donde habitan distintos tipos y especies de animales (venados, zorros, búhos y otros), su flora está constituido por ichu, flores silvestres, hierbas medicinales y otras plantas característicos de estas altitudes, también podemos encontrar muchas aves oriundas y migratorias.

### Catarata de Muruhuayin
Es una hermosa cascada, con una caída aproximada de veinte metros de altura, y esta a media hora de viaje en vehículo del pueblo de Shulluyacu.

## Galería
- Wikimedia Commons alberga una categoría multimedia sobre Provincia de Yarowilca.